# 1. Unterseebootsflottille
O 1. Unterseebootsflottille (1ª Flotilha de Submarinos) foi uma unidade da Kriegsmarine formada antes do início da Segunda Guerra Mundial. Constituíida em 27 de Setembro de 1935, então nomeada como Unterseebootsflottille Weddigen, estando sob comando do Fregkpt. Karl Dönitz e a partir do mês de Setembro de 1939 foi nomeada como 1. Unterseebootsflottille atuando até ser dispensada no mês de Setembro de 1944.

## Comandantes
| Comandante               | Data                                 |
| ------------------------ | ------------------------------------ |
| Kpt. z. S. Karl Dönitz   | Setembro de 1935 - Dezembro de 1935  |
| Kpt. z. S. Loycke        | Janeiro de 1936 - Setembro de 1937   |
| Kptlt. Hans-Güther Looff | Outubro de 1937 - Setembro de 1939   |
| Korvkpt. Hans Eckermann  | Setembro de 1939 - Outubro de 1940   |
| Korvkpt. Hans Cohausz    | Novembro de 1940 - Fevereiro de 1942 |
| Kptlt. Heinz Buchholz    | Fevereiro de 1942 - Julho de 1942    |
| Korvkpt. Werner Winter   | Julho de 1942 - Setembro de 1944     |

## Bases
| Setembro de 1935 - Maio de 1941  | Kiel          |
| Junho de 1941 - Setembro de 1944 | Brest, França |

## Tipos de U-Boot
| até 1941  | IIB, IIC e IID               |
| após 1941 | VIIB, VIIC, VII41, VIID e XB |

## U-Boots
Durante todo o seu tempo de serviço, foram colocados ao seu comando um total de 140 U-boots
| U-7, U-8, U-9, U-10, U-11, U-12, U-13           |
| U-14, U-15, U-16, U-17, U-18, U-19, U-20        |
| U-21, U-22, U-23, U-24, U-56, U-57, U-58        |
| U-59, U-60, U-61, U-62, U-63, U-79, U-80        |
| U-81, U-83, U-84, U-86, U-116, U-117, U-137     |
| U-138, U-139, U-140, U-141, U-142, U-143, U-144 |
| U-145, U-146, U-147, U-149, U-150, U-201, U-202 |
| U-203, U-204, U-208, U-209, U-213, U-225, U-238 |
| U-243, U-247, U-263, U-268, U-271, U-276, U-292 |
| U-301, U-304, U-305, U-306, U-311, U-331, U-336 |
| U-353, U-354, U-371, U-372, U-374, U-379, U-392 |
| U-394, U-396, U-401, U-405, U-413, U-415, U-418 |
| U-422, U-424, U-426, U-435, U-439, U-440, U-441 |
| U-456, U-471, U-556, U-557, U-558, U-559, U-561 |
| U-562, U-563, U-564, U-565, U-566, U-574, U-582 |
| U-584, U-597, U-599, U-603, U-625, U-628, U-629 |
| U-632, U-637, U-643, U-651, U-653, U-654, U-656 |
| U-665, U-669, U-722, U-731, U-732, U-736, U-740 |
| U-741, U-743, U-754, U-767, U-773, U-821, U-925 |
| U-956, U-963, U-987, U-1007, U-1199             |
| UA, UD-4                                        |